# Zoanthus solanderi
Zoanthus solanderi är en korallart som först beskrevs av Charles Alexandre Lesueur 1817.  Zoanthus solanderi ingår i släktet Zoanthus och familjen Zoanthidae. Inga underarter finns listade i Catalogue of Life.